# ليوناردو ساليناس
ليوناردو ساليناس (بالإسبانية: Leonardo Salinas)‏ هو سباح مكسيكي، ولد في 8 أبريل 1980.

## وصلات خارجية
- ليوناردو ساليناس على موقع أوليمبيديا (الإنجليزية)